# Sumpf des Verbrechens
Sumpf des Verbrechens ist ein US-amerikanischer Kriminalfilm aus dem Jahr 1949 von Roy Rowland mit Van Johnson und Arlene Dahl in den Hauptrollen. Der Film noir wurde von Metro-Goldwyn-Mayer produziert.

## Handlung
Der in Zivil ermittelnde Polizeidetective Monigan wird nachts auf offener Straße ermordet. Es wird herausgefunden, dass Monigan um 1.000 Dollar bestohlen wurde. Captain Forster vermutet, dass Monigan in einen Krieg zwischen rivalisierenden Wettsyndikaten verwickelt war. Monigans Kollege Conovan widerspricht Forsters Vermutungen. Forster übergibt Conovan den Fall, der mit dem erfahrenen Fred Piper und dem Neuling C.C. Gordon zusammenarbeitet.
Die einzigen Hinweise, die die drei Polizisten haben, sind Beschreibungen von Augenzeugen. So ist der Mörder Linkshänder und hat gesprenkelte Gesichtshaut. Conovan befragt den Polizeispitzel Sleeper nach Neuigkeiten über Arthur Webson, der einen der Wettringe leitet. Gordon findet bei Sleeper ein Notizbuch mit den Namen Turk Kingby und Lafe Duque. Bei einem Besuch bei den Monigans wird Conovan von Monigans Sohn Ed für den Tod seines Vaters verantwortlich gemacht. Ed beklagt, dass sich sein Vater nur in diese gefährliche Situation gebracht habe, um Conovans Respekt zu erhalten. Mike verspricht Ed, den Namen seines Vaters reinzuwaschen.
Auf der Suche nach Kingby sehen Conovan und Gordon, wie ein Mann in ein Auto gezerrt wird. Sie folgen dem Wagen zu einem Lagerhaus. Sie stoßen auf Mikes alten Freund Menafoe, der ihnen erklärt, dass einige Buchmacher sich auf die Jagd nach Verdächtigen für Raubüberfälle machen. Conovan erfährt von Sleeper, dass Kingby und Duque gemeinsam im Gefängnis saßen und nun der Gang Royalty Boys angehören. Vom Privatdetektiv Pontiac erfahren Conovan und Piper, dass Kingby mit der Tänzerin Lili zusammen ist.
Conovan sucht den Nachtclub Fol-de-Rol auf, in dem Lili auftritt. Er schafft es, Lilis Vertrauen zu gewinnen und geht mit ihr aus. Später bittet Conovans Frau Gloria ihn, seine gefährliche Arbeit aufzugeben, ist aber erfolglos. Conovan kann heimlich eine Wanze an dem Gangster Hippo anbringen. Conovan und seine Kollegen belauschen ein Gespräch Hippos mit Duque, in dem dieser einen Mord an einem Polizisten gesteht. Duque wird kurz darauf getötet, und Hippo erklärt Conovan, dass Kingby einen Schlag gegen den Wettring plant, der seinen Freund tötete. Auf der Jagd nach Kingby kommt Piper bei einem Hinterhalt ums Leben. Conovan sucht Lili auf und setzt sie unter Druck. Sie gesteht, dass sie Kingby liebe und sie ihm zu den Morden geraten habe, um ihn zu schützen. Kingby wird gefasst, dabei stellt sich heraus, dass er einen Spezialhandschuh benutzte, um wie ein Linkshänder zu wirken. Das Gesicht hatte er mit Schuhcreme gesprenkelt. Der Fall ist gelöst, Conovan kann sich um seine Frau kümmern.

## Produktion

### Hintergrund
Gedreht wurde der Film vom 1. Februar bis Anfang März 1948 in Los Angeles, am Los Angeles International Airport sowie in den MGM-Studios in Culver City.
Einer Meldung im The Hollywood Reporter vom März 1949 zufolge wurde der Film genau nach Zeitplan und innerhalb des Budgets von 750.000 Dollar hergestellt.

### Stab
Cedric Gibbons und Leonid Vasian oblag die künstlerische Leitung. Edwin B. Willis und Alfred E. Spencer waren für das Szenenbild zuständig, Irene Lentz für die Kostüme. Verantwortliche Toningenieure waren Douglas Shearer und John A. Williams. Die Spezialeffekte stammten von A. Arnold Gillespie. Alexander Courage und Wally Heglin leiteten das Orchester.

### Besetzung
In kleinen nicht im Abspann erwähnten Nebenrollen traten G. Pat Collins (als Detective Monigan), Jeff Corey, Franklyn Farnum, Bess Flowers, Sally Forrest, Richard Irving, Mickey Kuhn (als Ed Monigan jr.), William Edward Phipps, William Tannen, Forrest Taylor, Ray Teal, Marshall Thompson, Minerva Urecal, Ernö Verebes und Charles Wagenheim auf.

## Synchronisation
| Rolle            | Schauspieler     | Deutscher Synchronsprecher |
| ---------------- | ---------------- | -------------------------- |
| Dt. Mike Conovan | Van Johnson      | Ivar Combrinck             |
| Gloria Conovan   | Arlene Dahl      | Dagmar Heller              |
| Lili             | Gloria DeHaven   | Carin C. Tietze            |
| Dt. Gordon       | Tom Drake        | Ekkehardt Belle            |
| Cpt. Forster     | Leon Ames        | Joachim Höppner            |
| Dt. Fred Piper   | John McIntire    | Klaus Kindler              |
| Herkimer         | Donald Woods     | Arnim André                |
| Sleeper          | Norman Lloyd     | Mogens von Gadow           |
| Webson           | Jerome Cowan     | Ulf J. Söhmisch            |
| Menafoe          | Tom Powers       | Walter Reichelt            |
| Turk Kingby      | Richard Benedict | Holger Schwiers            |
| Tony Rutzo       | Anthony Caruso   | Imo Heite                  |
| Pontiac          | Robert Gist      | Leon Rainer                |
| Hippo            | Romo Vincent     | Michael Rüth               |
| Norrie Lorfield  | Tom Helmore      | Franz Rudnick              |
| Lafe Duque       | William Haade    | Michael Gahr               |

## Veröffentlichung
Die Premiere des Films fand am 28. Juli 1949 in New York statt. In der Bundesrepublik Deutschland wurde er am 15. November 1990 im deutschen Fernsehen ausgestrahlt.

## Kritiken
Der Filmkritiken-Aggregator Rotten Tomatoes hat in einer Auswertung ein Publikumsergebnis von 42 Prozent positiver Bewertungen ermittelt.
Das Lexikon des internationalen Films schrieb: „Auf Grund der differenziert gezeichneten Charaktere, des dichten Handlungsgeflechts und der in ihren inszenatorischen Mitteln ökonomischen Regie ein überdurchschnittlicher B-Film der „Schwarzen Serie“ Hollywoods.“
Bosley Crowther von der The New York Times kam zu dem Schluss, der Film sei einzig dazu gedreht worden, die Fans von Van Johnson zu befriedigen. Der Film sei in Drehbuch, Regie und Darstellung so flexibel, dass er für Jonsons Talente genau passe.